# 大管鴰
帕氏情棘雀（Rhodacanthis palmeri），又名大擬管舌鳥、大管鴰或大槐楊雀，是夏威夷特有的一種管舌鳥，已於19世紀末滅絕。

## 特徵
帕氏情棘雀約長23厘米，是最大的旋蜜雀，但重量不明。牠們是兩性異形的。雄鳥的頭部、頸部及胸部呈紅橙色，下身呈淺橙色，背部、雙翼及尾巴呈橄欖褐色。雌鳥呈橄欖褐色，下身較為淡色。牠們的喙較厚及呈黑色，可以用來咬開種子。牠們與黄头情棘雀及科納碧雀。學界曾誤將牠們與黄头情棘雀看為同一種鳥。

## 食性
帕氏情棘雀可能是吃樹上花朵的花蜜。

## 滅絕
帕氏情棘雀像黄头情棘雀般，生活在夏威夷的森林內。這些森林被開發來作為農地，而歐洲牛亦破壞了其相思木的棲息環境。最後的帕氏情棘雀可能是被本地或歐洲的害蟲所食，這些害蟲亦令牠們患病，吃牠們的蛋等。